# Willy Lauwers
Willy Lauwers (Hemiksem, 17 d'abril de 1936 - Palma, 12 d'abril de 1959), va ser un ciclista belga professional del 1957 al 1959.

## Biografia
Willy Lauwers, també conegut com a Lauwers Rupske, va néixer a Hemiksem, a la província belga d'Anvers (Flandes). Va morir a l'edat de 22 anys a causa d'un accident al Velòdrom de Tirador de Palma. Havia guanyat la primera màniga de la cursa i en la segona es produí la caiguda. Era la volta 46, Lauwers s'havia situat a l'alçada de Josep Escalas, quan va caure de la bicicleta i va ser colpejat per la moto d'Antoni Ferrà, que va sortir disparat, mentre la seva moto queia sobre el desafortunat ciclista. Morí a l'hospital, mitja hora després de l'accident.
El seu pare Stan, el seu tiet Henri i el seu germà Danny també foren ciclistes professionals

## Palmarès
- 1954
  - 2n a la Scheldeprijs
- 1955
  -  Campió de Bèlgica en Madison (amb Guillaume Tobback)
- 1956
  - 2n a Hanret
- 1957
  - 1r als Sis dies d'Anvers (amb Reginald Arnold i Ferdinando Terruzzi)
  - 1r a Lovaina
  - 3r a Anvers-Herselt
- 1958
  - 1r a Anvers
  - 1r a Borgerhout
  - 1r a Hoegaarden-Anvers-Hoegaarden

## Cultura popular
El cantant Pater Mestdagh va compondre una cançó el 1959 sobre la mort d'aquest ciclista: Rupske Lauwers'.